# Геомагнитная ловушка
Геомагнитная ловушка — разновидность магнитной ловушки; область в околоземном пространстве внутри магнитосферы Земли, образуемая магнитным полем Земли и захватывающая попадающие в неё заряженные частицы (т.н. зона захваченной радиации). Теоретически её существование обосновали норвежец К. Стёрмер в 1913 году и швед Х. Альвен в 1950 году. Экспериментально существование геомагнитной ловушки было подтверждено рядом экспериментов. Имеет форму искажённого тороида, также характеризуется как естественный радиационный пояс.

## Принцип действия ловушки
Ловушка находится в сердцевине магнитосферы, где магнитное поле имеет близкую к диполю конфигурацию: ловушку создают силовые линии магнитного поля Земли. Область заполняется частицами радиационных поясов и кольцевого тока, а также холодной ионосферной плазмой, входящей в состав атмосферы, и атмосферными атомами, входящими в состав атмосферной геокороны (экзосфера) — туда добираются наиболее энергичные атомы. Со стороны магнитосферного хвоста к ловушке примыкает плазменный слой — основной непосредственный поставщик частиц радиационных поясов и кольцевого тока.
Захваченные геомагнитной ловушкой заряженные частицы совершают колебательное движение из одного полушария в другое, двигаясь вдоль силовых линий, вращаясь одновременно вокруг них (подобное вращательное движение называется ларморовским и связано с прецессией Лармора) и дрейфуя по долготе из-за неоднородности геомагнитного поля. Время колебания частиц при движении из Северного полушария в Южное и обратно составляет от 1 мс до 0,1 с, которых может быть множество миллионов в зависимости от времени жизни частицы в захваченном состоянии (от суток до 30 лет).
По долготе протоны и электроны дрейфуют в разные стороны со значительно большей скоростью: протоны и все положительные ионы — на запад, электроны — на восток. Геомагнитная ловушка Земли заполнена частицами высоких энергий (от нескольких кэВ до сотен МэВ), образующими радиационные пояса Земли; в зависимости от энергии частицы могут совершить полный оборот вокруг Земли за время, варьирующееся от нескольких минут до суток. Так, заряженные частицы с энергией от 20 до 200 кэВ относятся к буревому кольцевому току. В процессе движения частиц вдоль магнитных силовых линий выполняется соотношение {\displaystyle \sin {\alpha  \over H}=const}, где {\displaystyle \alpha } – угол между вектором скорости частицы и направлением напряжённости магнитного поля {\displaystyle H}, поэтому при попадании в область с возрастающей напряжённостью поля у частицы возрастает поперечная составляющая скорости и снижается продольная вплоть до отражения частицы от так называемого магнитного зеркала и начала её движения к сопряжённой зеркальной точке геомагнитной ловушки.

## Воздействие геомагнитных возмущений
Из захваченного состояния частицы выходят из-за неустойчивости их движения, вызываемой возмущениями геомагнитного поля (магнитными бурями) и ионизационными потерями энергии. Пополнение части радиационных поясов происходит путём захвата продуктов распада нейтронов, образованных космическими лучами в верхней атмосфере Земли; частиц солнечных космических лучей; частиц земной ионосферы с последующим ускорением при различных возмущениях магнитного поля.
Усиление кольцевого поля ведёт к ослаблению магнитного поля в сердцевине геомагнитной ловушки, что приводит к усилению ионосферных токовых систем и полярных сияний, которые опускаются на меньшие геомагнитные широты (λ), и резкому увеличению потоков высыпающихся частиц: так, на геомагнитной широте от 55 до 60° зажигаются красные дуги. Из-за мощных магнитных бурь на экваторе магнитное поле может снизиться примерно на 3%, на геомагнитной широте около 50° наблюдаются чаще полярные сияния, а в связи с приближением внутренней границы геомагнитного хвоста примерно до 2,5 радиусов Земли размеры геомагнитной ловушки могут уменьшаться примерно в 4 раза.